# Malvern (Alabama)
Malvern és una població dels Estats Units a l'estat d'Alabama. Segons el cens del 2000 tenia 1.215 habitants.

## Demografia
Segons el cens del 2000, Malvern tenia 1.215 habitants, 485 habitatges, i 370 famílies. La densitat de població era de 33,5 habitants/km².
Dels 485 habitatges en un 36,1% hi vivien nens de menys de 18 anys, en un 60,2% hi vivien parelles casades, en un 11,5% dones solteres, i en un 23,7% no eren unitats familiars. En el 21% dels habitatges hi vivien persones soles el 7,6% de les quals corresponia a persones de 65 anys o més que vivien soles. El nombre mitjà de persones vivint en cada habitatge era de 2,51 i el nombre mitjà de persones que vivien en cada família era de 2,89.
Per edats la població es repartia de la següent manera: un 26,1% tenia menys de 18 anys, un 6,7% entre 18 i 24, un 31,4% entre 25 i 44, un 24,6% de 45 a 60 i un 11,2% 65 anys o més.
L'edat mediana era de 36 anys. Per cada 100 dones hi havia 97,9 homes. Per cada 100 dones de 18 o més anys hi havia 93,1 homes.
La renda mediana per habitatge era de 31.850 $ i la renda mediana per família de 37.813 $. Els homes tenien una renda mediana de 29.701 $ mentre que les dones 19.500 $. La renda per capita de la població era de 15.283 $. Aproximadament el 12,1% de les famílies i el 14,3% de la població estaven per davall del llindar de pobresa.

## Poblacions més properes
El següent diagrama mostra les poblacions més properes.